# Миллер, Дэвид (режиссёр)
Дэ́вид Ми́ллер (англ. David Miller; 28 ноября 1909 года — 14 апреля 1992 года) — американский кинорежиссёр 1940-60-х годов.
Как пишет кинокритик Хэл Эриксон, «если попытаться найти какие-либо намёки на индивидуальность в любом из его голливудских фильмов, то можно прийти к заключению, что не существовало такого режиссёра, как Дэвид Миллер. Вероятно, его самым выдающимся талантом был лёгкий характер и способность устанавливать хорошие отношения со всеми, с кем он работал».
«Качество его картин было нестабильным, но наиболее уверенно он чувствовал себя в работе над такими мастерскими триллерами, как „Внезапный страх“ (1952), „Полночное кружево“ (1960) и „Привести в исполнение“ (1973)». К числу более удачных картин Миллера относятся также военная драма «Летающие тигры» (1943) с Джоном Уэйном, мелодрамы «Очень личное» (1950) и «Переулок» (1961), вестерн «Одинокие отважны» (1961) с Кирком Дугласом и военная комедия «Капитан Ньюман, доктор медицины» (1963) с Грегори Пеком и Тони Кёртисом.
Миллер снял трёх актёров в ролях, за которые они были удостоены номинаций на Оскар: в 1952 году — Джоан Кроуфорд (главная женская роль) и Джека Пэланса (лучший актёр второго плана) — во «Внезапном страхе», и в 1963 году — Бобби Дарина (лучший актёр второго плана) — в фильме «Капитан Ньюман, доктор медицины» (1963).

## Биография
Дэвид Миллер родился 28 ноября 1909 года в Патерсоне, штат Нью-Джерси. После окончания школы Миллер пошёл работать курьером в Национальную службу кино. Последовательно поднимаясь по служебной лестнице, в 1935 году Миллер начал ставить короткометражные фильмы для продюсера и ведущего Пита Смита на студии «Метро-Голдвин-Майер». Их совместная работа, 10-минутная комедия «Премудрости Пенни» (1937) завоевала Оскар как лучший короткометражный игровой фильм. В 1947 году 20-минутный пропагандистский фильм Миллера «Семена судьбы» (1946) об ужасах войны завоевал Оскар как лучший короткометражный документальный фильм.
Начиная с 1941 года, Миллер стал работать над полнометражными художественными фильмами в различных жанрах. Его первым полнометражным фильмом, поставленным совместно с Фрэнком Борзейги, стал биографический вестерн «Билли Кид» (1941), главные роли в котором исполнили Роберт Тейлор и Брайан Донлеви. На следующий год Миллер поставил достаточно удачную военную экшн-драму «Летающие тигры» (1942) об отряде американских военных лётчиков в Китае, главную роль в картине сыграл Джон Уэйн. Перед уходом на армейскую службу Миллер поставил романтическую комедию о боксёрах «Воскресный удар» (1942).
По мнению Эриксона, «умение налаживать отношения с людьми — это, конечно, основная причина того, почему Миллер был взят на работу в качестве постановщика криминально-музыкальной комедии „Счастливая любовь“ (1949) с участием конфликтных братьев Маркс. Хотя фильм и не добился успеха, он привёл к многолетней дружбе между Миллером и Харпо Марксом». Затем Миллер поставил серию проходных картин, среди них романтическая комедия «Полдень» (1949) с Бингом Кросби и Энн Блит, действие которой происходит в Ирландии, мелодрама о жизни звезды футбольной команды колледжа «Субботний герой» (1951), и наиболее удачная картина этого периода, мелодрама о приёмной дочери в семье «Очень личное» (1950), в которой сыграли Энн Блит, Фарли Грейнджер, Джоан Эванс и Джейн Уайетт.
В 1952 году Миллер поставил одну из лучших своих картин, фильм нуар «Внезапный страх» (1952). Фильм выделялся великолепной экспрессионистской операторской работой и запоминающимися актёрскими работами Джоан Кроуфорд, Джека Пэланса и Глории Грэм. В 1953 году фильм получил четыре номинации на Оскар: за лучшую женскую роль (Кроуфорд), лучшая мужская роль второго плана (Пэланс), лучшая операторская работа в чёрно-белом кино (Чарльз Лэнг) и лучший дизайн костюмов.
Далее последовала серия средних картин, таких как англо-американский детектив «Красивый незнакомец» (1954) с Джинджер Роджерс и Стенли Бейкером, музыкально-романтическая комедия «Противоположный пол» (1956) с Джун Эллисон, Джоан Коллинз и Энн Шеридан, историческая мелодрама при французском дворе 16 века «Диана» (1956) с участием Ланы Тёрнер, Педро Армендариса и Роджера Мура, мелодрама «История Эстер Костелло» (1957) о слепо-глухой девушке с участием Кроуфорд, и комедия «Весёлая годовщина» (1957) с участием Дэвида Найвена.
Начало 1960-х годов стало наиболее успешным периодом в режиссёрской карьере Миллера. В этот период он поставил нео-нуаровый триллер «Полночное кружево» (1960) с участием Дорис Дэй и Рекса Харрисона, действие которого вращается вокруг богатой американской семьи в Лондоне, мелодраму «Переулок» (1961) со Сьюзен Хейворд, Джоном Гэвином и Веры Майлз, вестерн «Одинокие отважны» (1962) с Кирком Дугласом, Джиной Роулендс и Уолтером Маттау, а также комедия из жизни военного врача «Капитан Ньюман, доктор медицины» (1963) с Грегори Пеком, Тони Кёртисом и Энджи Дикинсон.
При работе с такими «тяжеловесами Голливуда, как Джоан Кроуфорд, Дорис Дэй и Кирк Дуглас», Миллер «использовал свою технику „человека-невидимки“, в итоге каждый из этих фильмов отлично демонстрировал таланты звезды и выглядел так, как будто звезда поставила его сама». «Обладающий поразительной приспосабливаимостью, Миллер в конце карьеры поработал над шпионским детективом „Хаммерхэд“ (1968) и триллером о покушении на президента США Джона Кеннеди „Привести в исполнение“ (1973) с участием Берта Ланкастера и Роберта Райана, ни разу не отказываясь от своего незаметного режиссёрского подхода в этих работах».
В 1976 году Миллер тихо ушёл на пенсию, столь же незаметно, поставив свой последний фильм, мелодраму «Горько-сладкая любовь» (1976).
Дэвид Миллер умер 14 апреля 1992 года в Лос-Анджелесе.

## Фильмография
- 1941 — Билли Кид / Billy the Kid
- 1942 — Летающие тигры / Flying Tigers
- 1942 — Воскресный удар / Sunday Punch
- 1949 — Счастливая любовь / Love Happy
- 1949 — Полдень / Top o' the Morning
- 1950 — Очень личное / Our Very Own
- 1951 — Субботний герой / Saturday’s Hero
- 1952 — Внезапный страх / Sudden Fear
- 1956 — Противоположный пол / The Opposite Sex
- 1956 — Диана / Diane
- 1957 — История Эстер Костелло / The Story of Esther Costello
- 1959 — Весёлая годовщина / Happy Anniversary
- 1954 — Красивый незнакомец / Beautiful Stranger
- 1960 — Полночное кружево / Midnight Lace
- 1961 — Переулок / Back Street
- 1962 — Одинокие отважны / Lonely Are the Brave
- 1963 — Капитан Ньюман, доктор медицины / Captain Newman, M.D.
- 1968 — Хаммерхэд / Hammerhead
- 1969 — Да здравствует герой! / Hail, Hero!
- 1973 — Привести в исполнение / Executive Action
- 1976 — Горько-сладкая любовь / Bittersweet Love